# Oirschot
Oirschot es un municipio de la provincia de Brabante Septentrional en los Países Bajos, en el área metropolitana de Eindhoven y en el extremo septentrional de la región natural de Kempen. El 30 de abril de 2017 contaba con una población de 18.538 habitantes, sobre una superficie de 102,84 km², de los que 1,06 km² corresponden a la superficie cubierta por el agua, con una densidad de 182 h/km².  
Oirschot se convirtió en municipio independiente en 1819 y en 1997 se le incorporó el municipio de  Oost-West en Middelbeers. Está formado por  Oirschot, Spoordonk, Middelbeers, Oostelbeers y Westelbeers.
El municipio tiene un número importante de monumentos nacionales y edificios protegidos, entre los que destaca la iglesia católica de San Pedro, construida en el siglo XVI en el estilo gótico local

## Galería de imágenes

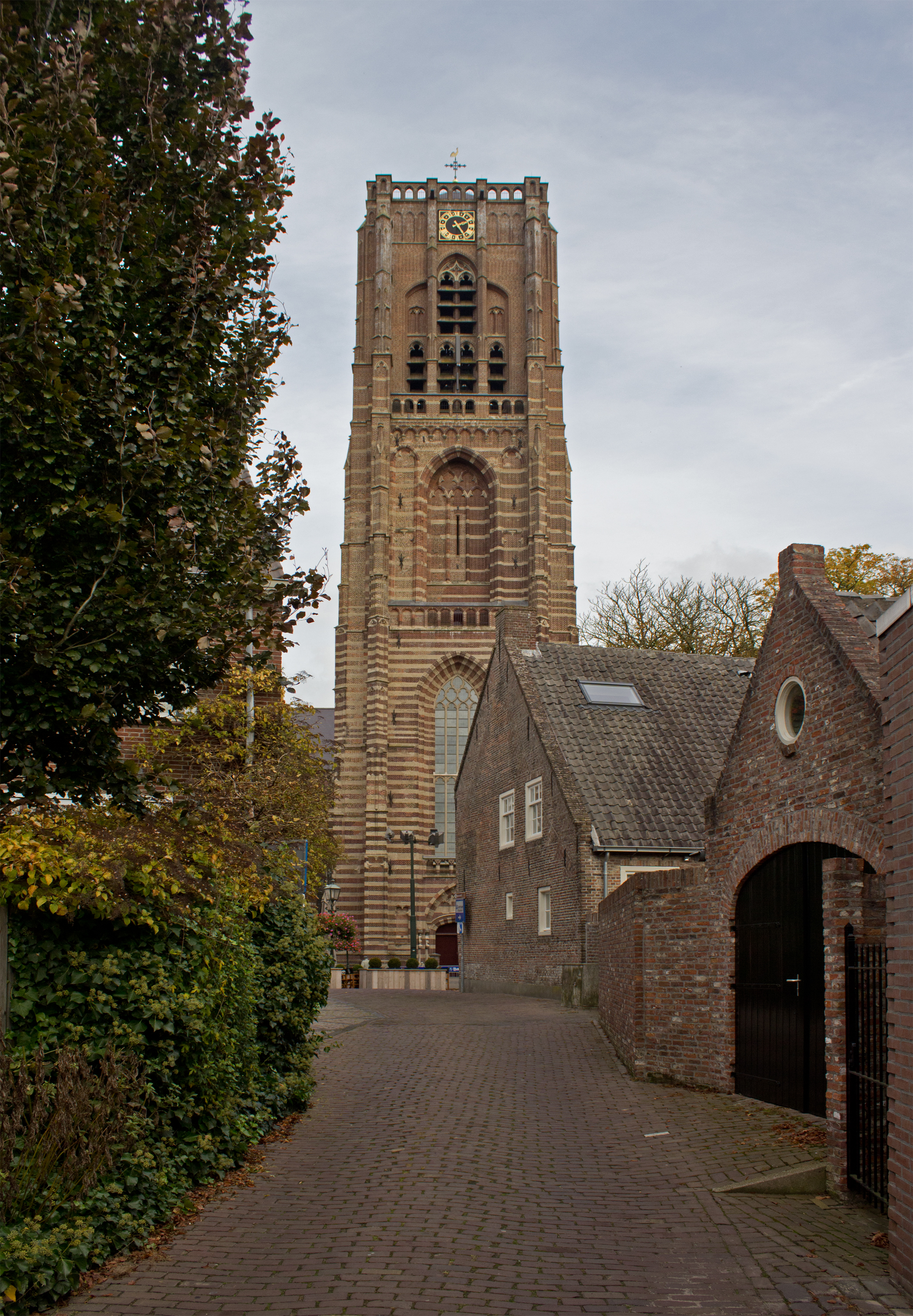
Torre de la iglesia de San Pedro ad Vincula, iniciada en 1503.
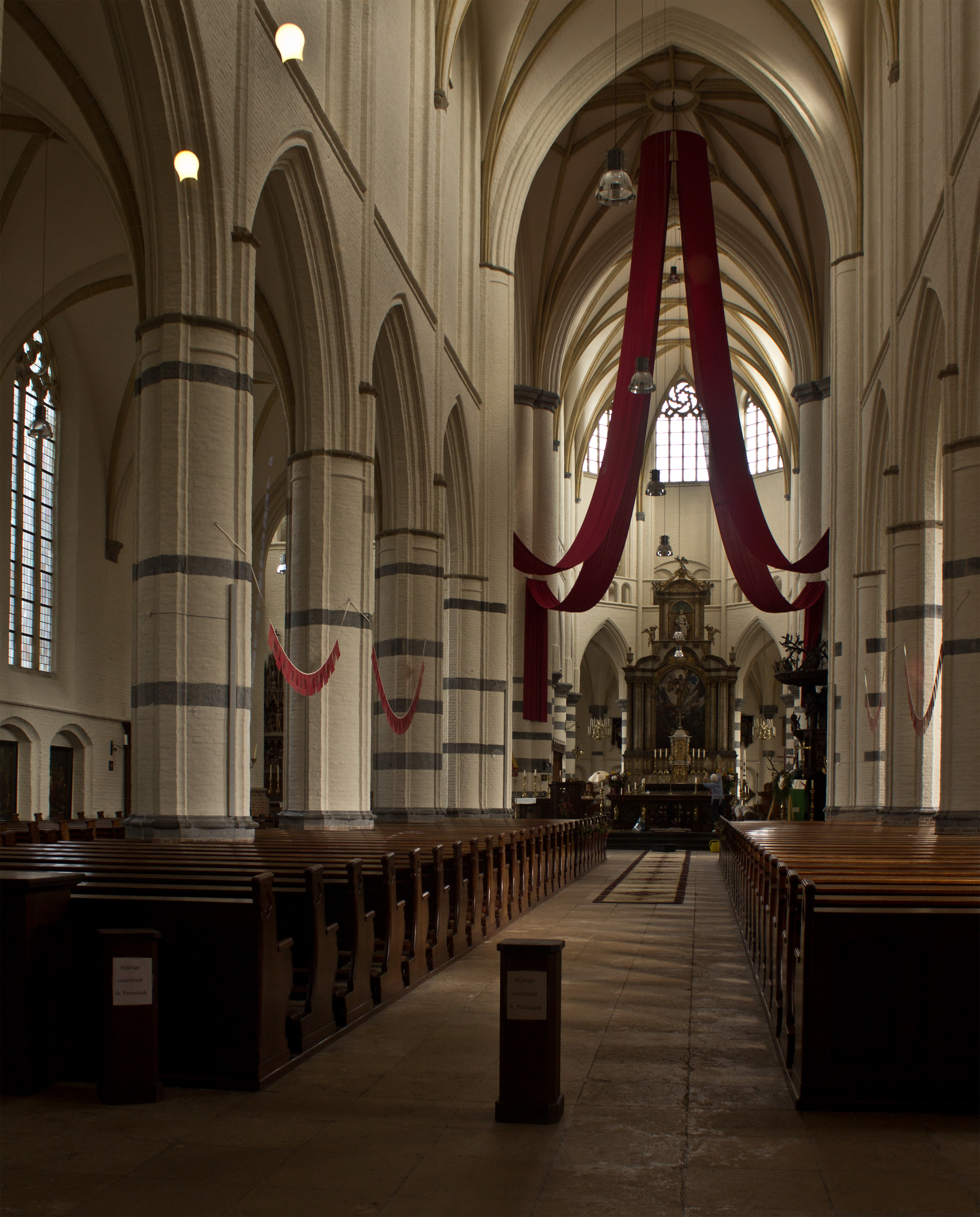
San Pedro ad Vincula, interior
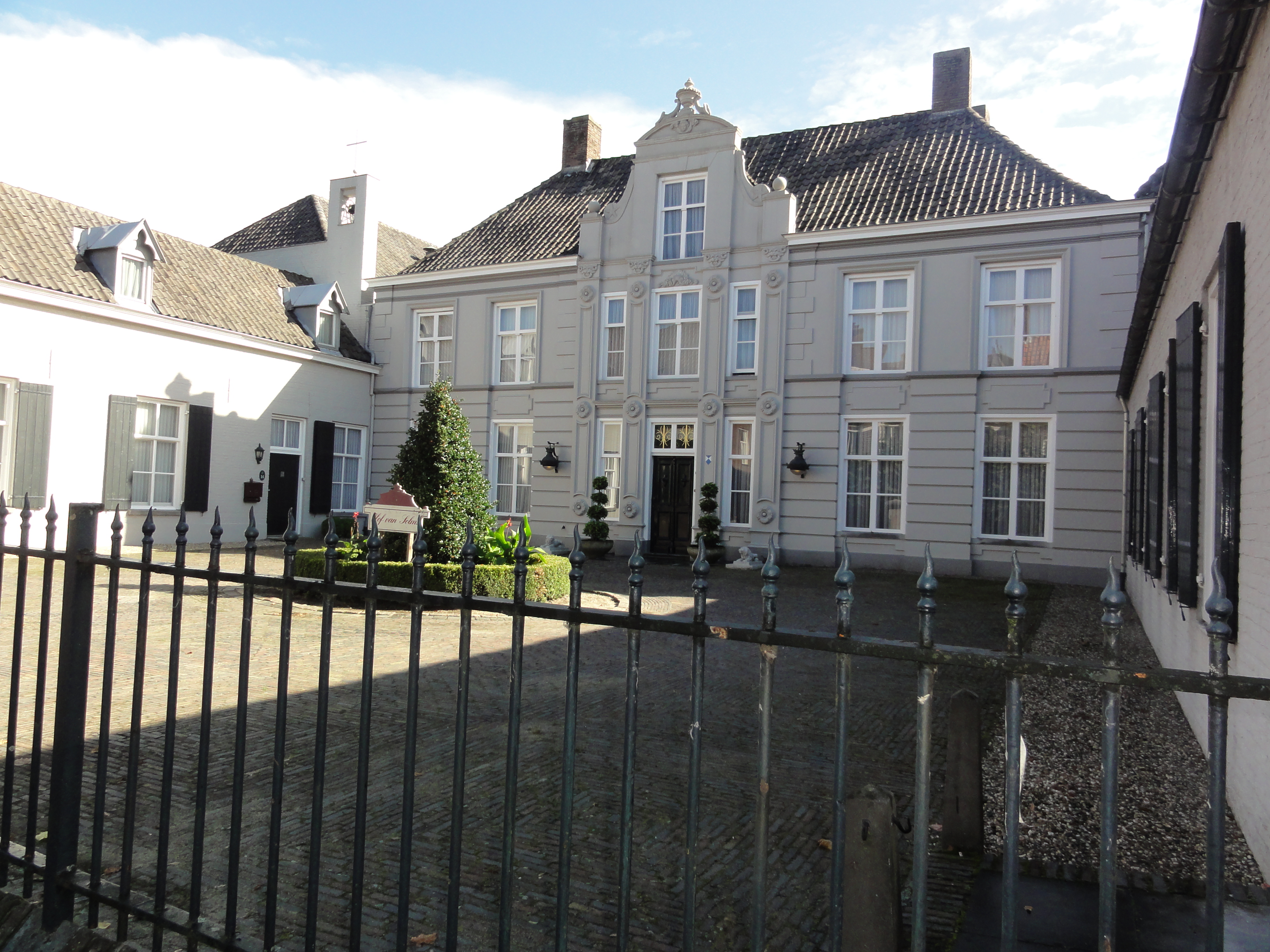
Oirschot: convento carmelita de San Francisco
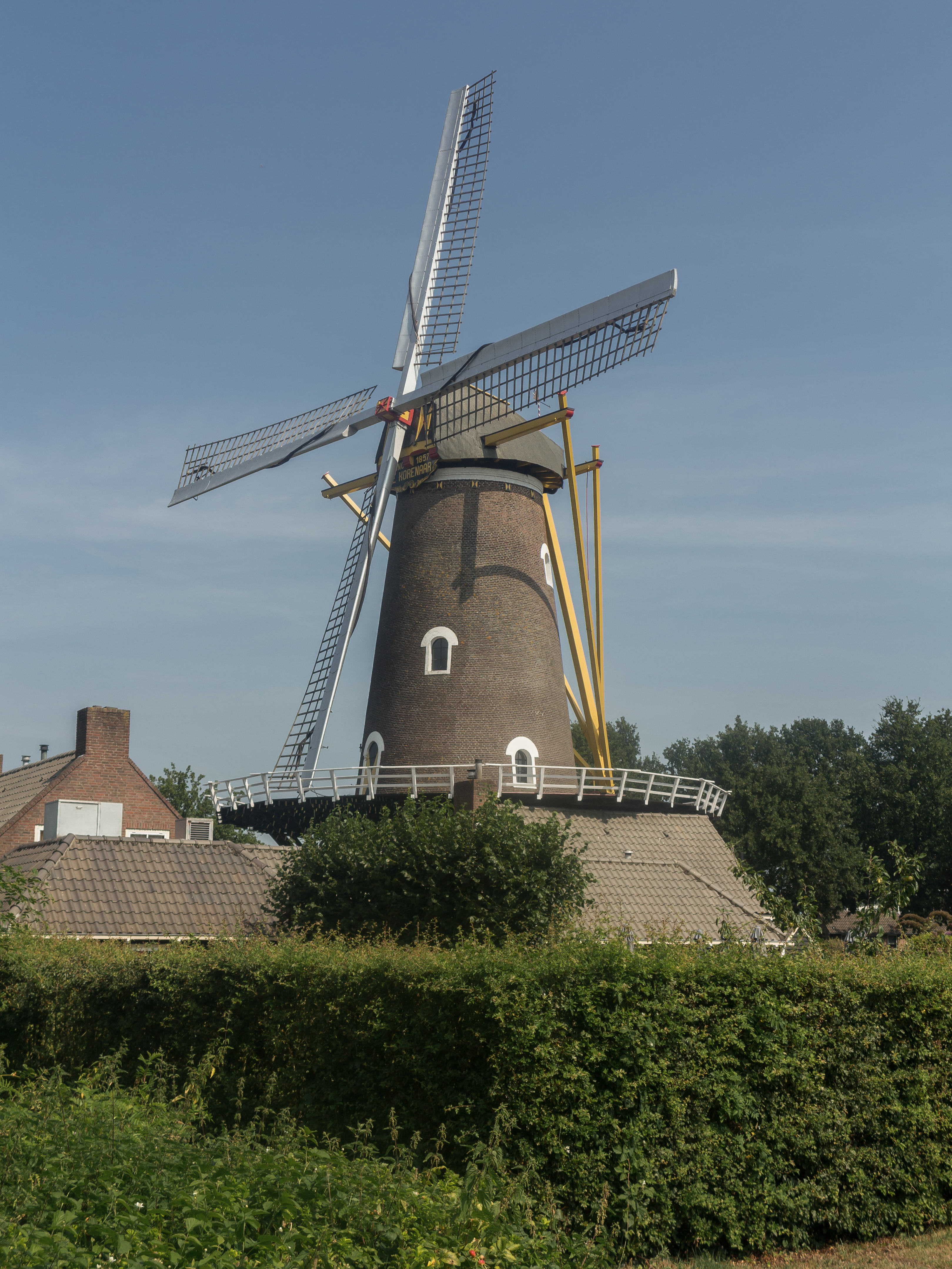
Molino de Korenaar
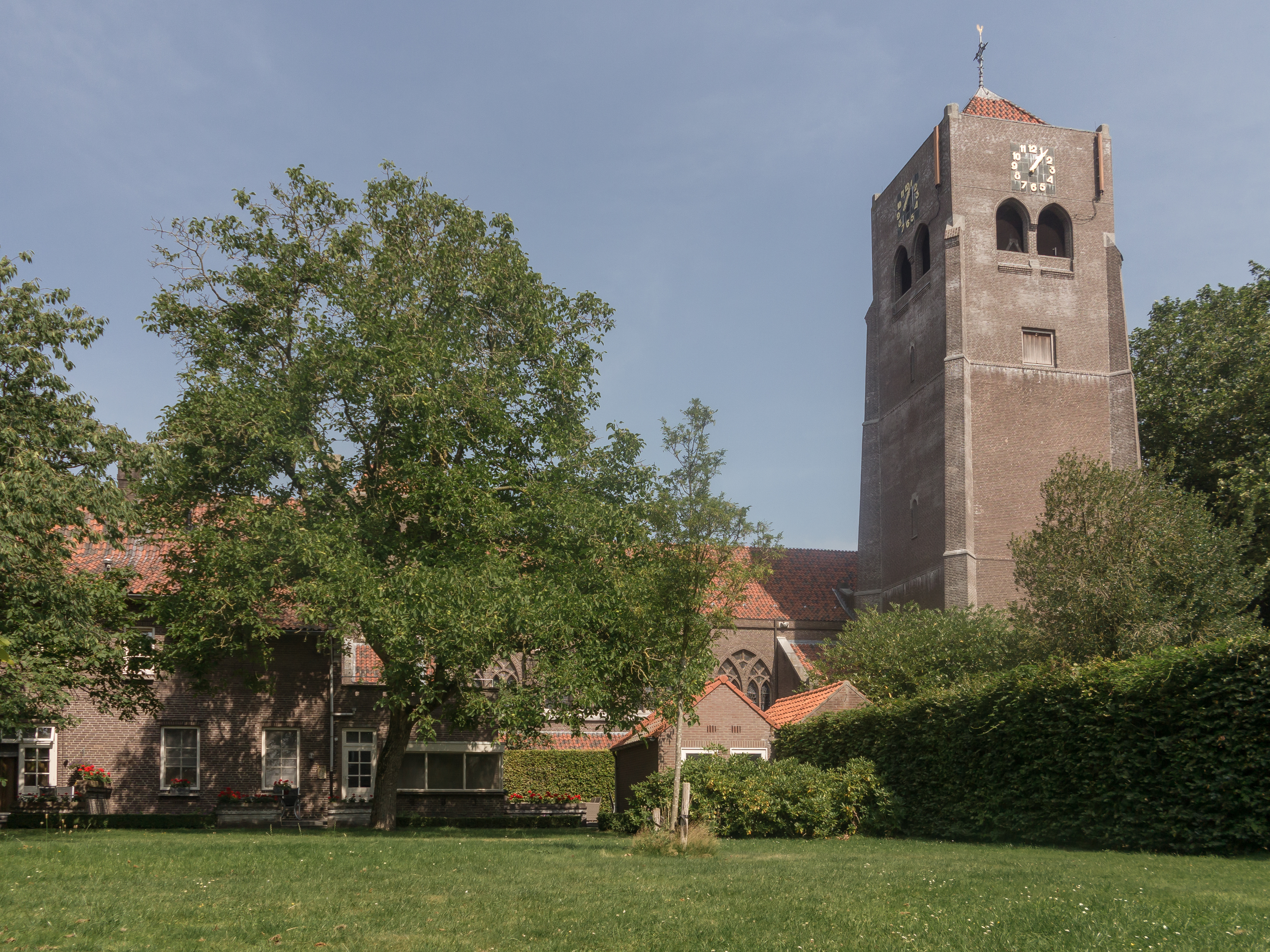
Spoordonk, iglesia: Bernadettekerk